# Бібліотеки для дітей та юнацтва
Бібліотеки для дітей та юнацтва — створена за роки радяньської окупації спеціалізована мережа державних бібліотек, покликана обслуговувати юних читачів.
1958 року в УРСР діяло 1157 державних бібліотек такого типу, що налічували понад 20 млн книг. В кожній області є обласна бібліотека для дітей та юнацтва, в усіх містах — міські, а в райцентрах — районні. Ці бібліотеки мають велике значення в системі комуністичного виховання. Вони влаштовують голосні читання і художні розповіді, бесіди і огляди літератури, виставки, літ. ранки і вечори, колективні обговорення книг і читацькі конференції, зустрічі з письменниками, новаторами промисловості та с. г. Велику увагу бібліотеки приділяють індивідуальній роботі з юним читачем — формуванню і розвитку його індивідуальних читацьких інтересів і запитів. Держ. бібліотеки для дітей та юнацтва є методичними центрами для бібліотек різних відомств і організацій, що обслуговують дітей.